# العارض والزيلة (كحلان عفار)

تعديل مصدري - تعديل

العارض والزيلة هي إحدى قرى عزلة بنى موهب بمديرية كحلان عفار التابعة لمحافظة حجة، بلغ تعداد سكانها 120 نسمة حسب تعداد اليمن لعام 2004.